# Potamosiren magdalenensis
Potamosiren magdalenensis (del griego "sirena de río") es la única especie de un género extinto de sirenio de la familia Trichechidae que habitó en América del Sur. Es el primer miembro de la familia del cual se tiene registro y habitó en cuerpos de agua dulce durante el Mioceno (entre hace 13 y 16 millones de años) en lo que actualmente es Colombia, siendo hallado en el conocido yacimiento fósil de La Venta, en la formación La Victoria. Se diferencia de los sirenios modernos en la carencia de dentadura adicional y la capacidad de renovar su dentadura, una adaptación adquirida para el consumo de plantas abrasivas.
Fue anteriormente clasificado como una especie de Metaxytherium (M. ortegense), un tipo de dugón marino común en el período Mioceno, a partir de restos de la mandíbula superior. Al ser comparados con la mandíbula inferior de Potamosiren, se notaron grandes similitudes entre ambas, lo cual junto a lo extraño de un supuesto dugón marino en estratos de agua dulce llevó a sinonimizar ambas especies en el género Potamosiren, el cual también había sido incluido en el género argentino de sirenio Ribodon. Restos fragmentarios de Potamosiren asignados solo a nivel de género han sido encontrados en la formación Urumaco del Mioceno tardío de Venezuela.